# بوئینگ ۷۴۷
بوئینگ ۷۴۷ (به انگلیسی: Boeing 747) یک سری هواپیمای مسافربری پهن‌پیکر چهارموتوره است که توسط شرکت بوئینگ ایالات متحده توسعه‌یافته و ساخته شده‌است. هواپیمای بوئینگ ۷۴۷ پس‌از هواپیمای ایرباس ای۳۸۰ دومین هواپیمای بزرگ مسافربری در جهان به‌شمار می‌رود.
ساخت بوئینگ ۷۴۷ در زمان خود انقلابی بزرگ در صنعت هواپیماهای مسافربری به‌شمار می‌رفت و کمک کرد که همه قشرها مردم بتوانند از سفرهای هوایی استفاده کنند. این هواپیما برای چهل سال بزرگترین هواپیمای مسافربری جهان بود. بوئینگ ۷۴۷ با چهار موتور و ساختاری دوطبقه توانایی جابجایی حداکثر ۵۵۰ مسافر را دارد اما در یک سفر این هواپیما بیشتر از ۱۰۰۰ نفر مسافر را جابه‌جا کرد. برخلاف ایرباس ای۳۸۰، طبقه دوم در بوئینگ ۷۴۷ کامل نیست و منحصر به قسمت جلوی هواپیما است.در طبقه دوم هواپیمای بوئینگ ۷۴۷ معمولا فرست کلاس هواپیما قرار دارد.
اندیشه ساخت ۷۴۷ توسط شرکت هواپیمایی بوئینگ در میانه دهه ۱۹۶۰ میلادی مطرح شد، به‌دنبال آن ارتش آمریکا برای بهبود ناوگان خود قرارداد خرید شمار زیادی از این هواپیما را با شرکت بوئینگ بست. پس از آن بوئینگ طراحی مدل مسافربری آن را اعلام کرد که نتیجه آن پرواز مدل ۱۰۰–۷۴۷ این هواپیما در سال ۱۹۶۹ بود. پس از یک سال در ۱۹۷۰ این مدل از ۷۴۷ نخستین سرویس دهی خود را برای شرکت هواپیمایی پان امریکن ورلد ایرویز آغاز کرد
پس از توقف تولید ایرباس ای۳۸۰، بوئینگ نیز اعلام کرد که هواپیمای ۷۴۷ خود را در سال ۲۰۲۲ متوقف می کند.
آخرین هواپیما، بوئینگ ۷۴۷ مدل ۷۴۷-۸اف برای اطلس ایر، در ۶ دسامبر ۲۰۲۲ برای تحویل در سال ۲۰۲۳ از خط تولید خارج شد.

## توسعه

### پیش‌زمینه
در سال ۱۹۶۳ نیروی هوایی ایالات متحده آمریکا شروع به مطالعه درباره‌ی پروژه‌ ساخت هواپیماهای ترابری سنگین کرد. با این که در آن زمان هواپیمای لاکهید سی-۱۴۱ استارلیفتر در عرصهٔ هوانوردی آغاز به خدمت کرده‌بود اما نیروی هوایی به دنبال هواپیمایی بزرگ‌تر می‌گشت که بتواند پاسخگوی نیازهای این نیرو باشد؛ از جمله این نیازها می‌توان به هواپیمایی پهن‌پیکرتر اشاره کرد تا بتواند محموله‌های عریض را در درون آن جای داد. چون تا آن هنگام هیچ هواپیمایی توانایی جابجایی این گونه محموله‌ها را نداشت. نتیجه‌ی این پژوهش‌ها معلوم شدن الزامات ابتدایی برای CX-HLS سامانه لجستیک سنگین در مارس ۱۹۶۴ توانایی دست‌یابی به سرعت ۰٫۷۵ ماخ (۵۰۰ مایل بر ساعت یا ۸۰۰ کیلومتر بر ساعت) و بردی معادل ۵٬۰۰۰ مایل دریایی (۹٬۳۰۰ کیلومتر) بود. یکی دیگر از الزامات هواپیمای مورد نظر، داشتن دَری بزرگ برای بارگیری در قسمت دماغهٔ هواپیما بود.
مدتی بعد، چهار موتوره بودن با مصرف سوخت کمتر نیز به الزامات بالا اضافه شد. در ۱۸ مه ۱۹۶۴ شرکت‌های بوئینگ، شرکت هواپیماسازی داگلاس، جنرال داینامیکس، لاکهید کورپوریشن، و مارتین مریتا طرح‌های پیشنهادی خود را به نیروی هوایی ارائه کردند؛ هم‌زمان طرح‌هایی نیز از موتورهایی قدرتمند از سه شرکت جی‌ای اوییشن، کرتیس-رایت، و پرت اند ویتنی رسیدند. پس از پژوهش‌های فراوان بر روی طرح‌های پیشنهادی، سرانجام ایده‌های‌های سه شرکت بوئینگ، لاکهید مارتین و داگلاس پذیرفته شدند و از بین طرح‌ها برای ساخت موتوری قدرتمندتر، موتورهای جنرال الکتریک و پرات اند ویتنی انتخاب شدند.
هر یک از سه طرح پیشنهادی نام‌گذاری شدند که این نام‌گذاری‌ها با استفاده از اعداد انجام شد. یکی از الزامات CX-HLS در جلویی برای بارگیری بود اما یک مشکل وجود داشت؛ آن هم این که اگر قرار بود یک همچین دری در دماغه تعبیه شود کابین خلبان چه وضعیتی پیدا می‌کرد؟ هر سه شرکت برای حل این مشکل تصمیم به انتقال کابین خلبان به بالای بدنهٔ اصلی (محفظهٔ بارگیری) گرفتند. داگلاس یک پد کوچک در بالا و جلوی بال‌ها اضافه کرد، لاکهید از یک ستون (spine) طویل در بالای بدنه که تا انتهای هواپیما ادامه داشت استفاده کرد تا این که در نهایت بوئینگ دست به ابتکار عملی جالبی زد. بوئینگ به‌جای استفاده از یک پد کوچک، طرح هواپیمایی با دو عرشهٔ پروازی را ارائه کرد؛ به این صورت که بر روی عرشهٔ اصلی (محفظهٔ بارگیری) عرشهٔ دومی نیز قرار می‌گرفت که از دماغه شروع و به بال‌ها پایان می‌یافت؛ به عبارتی دیگر طول عرشهٔ دوم تقریباً ۲/۱ برابر طول عرشهٔ اصلی بود. در سال ۱۹۶۵ هواپیمای لاکهید ساخته شد؛ موتورهای طراحی‌شده توسط جنرال الکتریک برای این هواپیما در نظر گرفته شدند. نیروی هوایی نام لاکهید سی-۵ گالکسی را بر این هواپیما نهاد. لاکهید سی-۵ گالکسی بزرگترین هواگرد ترابری نظامی جهان در آن زمان بود اما بااینحال بوئینگ همواره به پژوهش‌های خود ادامه داد تا این که تصمیم گرفت هواپیمای دو عرشه‌ای (Double Deck) خود را بسازد. سرانجام هواپیمایی که درِ بارگیری آن به سمت بالای کابین خلبان باز می‌شد، بوئینگ ۷۴۷ نام گرفت.

### پیشنهاد هواپیمای مسافربری

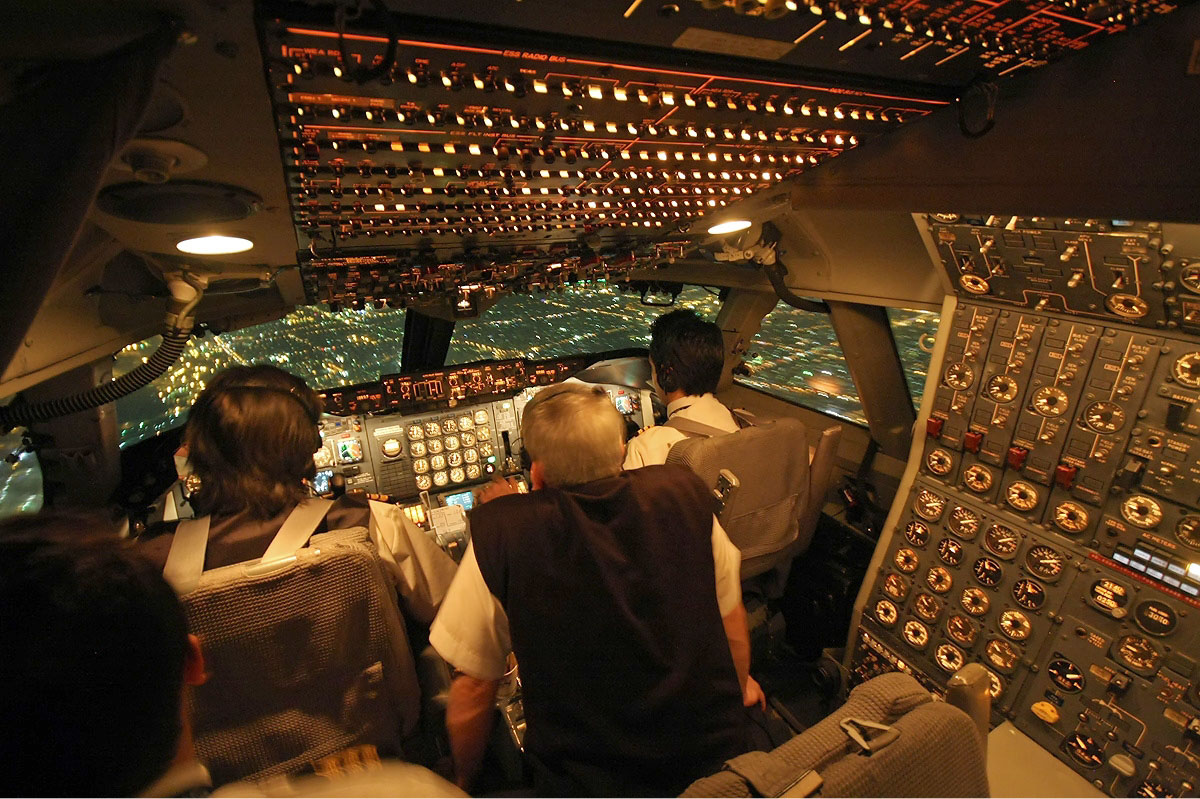
یک فروند بوئینگ ۷۴۷–۲۰۰ متعلق به ایران ایر، نشان‌دهندهٔ تولید اولیهٔ کابین خلبان ۷۴۷ است که در واقع کابین خلبان در عرشهٔ بالایی است.

در دههٔ ۱۹۶۰ میلادی که مسافرت هوایی افزایش یافته‌بود، طرح بوئینگ ۷۴۷ قانع‌کننده به‌نظر می‌رسید. بوئینگ رهبری ساخت ۷۴۷ را به یکی از مهندسان ارشد و باسابقهٔ خود، جو ساتر سپرد. ساتر نخستین پژوهش‌ها و دوره‌های طراحی را در خطوط هوایی نظیر پان امریکن ورلد ایرویز گذرانده بود به‌خاطر همین به خوبی می‌دانست که خطوط هوایی به چه هواپیمایی نیاز دارند. در آن زمان باور عموم این بود که ۷۴۷ قرار است جایگزین هواپیماهای زبرصوت شود. بوئینگ به این اندیشه واکنش نشان داد و با تکمیل طرح ۷۴۷ ثابت کرد که از این هواپیما می‌توان به آسانی برای جابجایی محموله‌های خیلی بزرگ استفاده کرد؛ زیرا ۷۴۷ را می‌توان با هر شرایطی به راحتی و سریع، سازگار کرد. ادامه پروژهٔ ۷۴۷ مسئولان بوئینگ را بر آن داشت که علاوه بر نمونهٔ باربری این هواپیما، نمونه‌ای مسافربری نیز در دستور کار خود قرار دهند. در آوریل ۱۹۶۶ بوئینگ نخستین سفارش ساخت ۷۴۷ را از خط هوایی پان امریکن ورلد ایرویز دریافت کرد. بر طبق این سفارش و قراردادی که بین دو طرف بسته شد، بوئینگ موظف به ساخت ۲۵ فروند ۷۴۷ سری ۱۰۰ (نخستین مدل ۷۴۷) با ارزشی معادل ۵۲۵ میلیون دلار آمریکا برای این خط هوایی شد. در میانه جشن امضای قرارداد نخست جت‌های تجاری ۷۴۷ که در پنجاهمین سالگرد تأسیس شرکت بوئینگ در فوریه ۲۰۱۹ در سیاتل برگزار شد جان ترایپ اشاره کرد که روزی ۷۴۷ تبدیل به بهترین سلاح با بُرد میان‌قاره‌ای برای نشان‌دادن صلح خواهد شد.

### کارخانهٔ تولید
از آنجایی که بوئینگ آشیانه‌ای به بزرگی ۷۴۷ نداشت تا بتواند قطعات مونتاژ شده را در درون آن سوار کند نخستین اقدام، پیدا کردن و ساختن مکانی برای این کار بود. نخستین مرحله برای ساختن چنین آشیانهٔ بزرگی، تعیین محل آن بود. بوئینگ پس از بررسی موقعیت ۵۰ شهر، سرانجام تصمیم گرفت که آشیانهٔ تازه خود به وسعت ۳۱۶ هکتار را در منطقه‌ای در پایگاه هوایی پین در نزدیکی اِوِرت در ۴۸ کیلومتری شمال شهر سیاتل بسازد. پس از تکمیل مراحل ساخت آشیانه، دومین مرحله، مجهز کردن آن به تجهیزاتی بود تا بتوان قطعات ۷۴۷ را به وسیلهٔ آن‌ها جابجا و به هم متصل کرد؛ از جمله این تجهیزات، تعبیه کردن بالابرهای غول‌آسا، پایه‌های بزرگی برای نگه داشتن بخش‌های گوناگون هواپیما، ماشین‌هایی قدرتمندتر برای کشیدن قطعات ۷۴۷ به محل اتصال و … بودند. علاوه بر ساختن ۷۴۷ که خود به تنهایی پروژه‌ای بزرگ محسوب می‌شد ساختن چنین آشیانه‌ای با این اندازه بزرگ که بعدها نام همان محل اورت را به خود گرفت، کار بزرگی بود که رکوردهای تازه‌ای را برای بوئینگ ثبت کرد؛ زیرا تا آن هنگام هواپیماهای ساخته‌شده، اندازه کوچکتری داشتند. به همین علت شرکت‌های سازنده به‌راحتی می‌توانستند آن‌ها را در داخل آشیانه‌های کوچک‌شان بسازند.

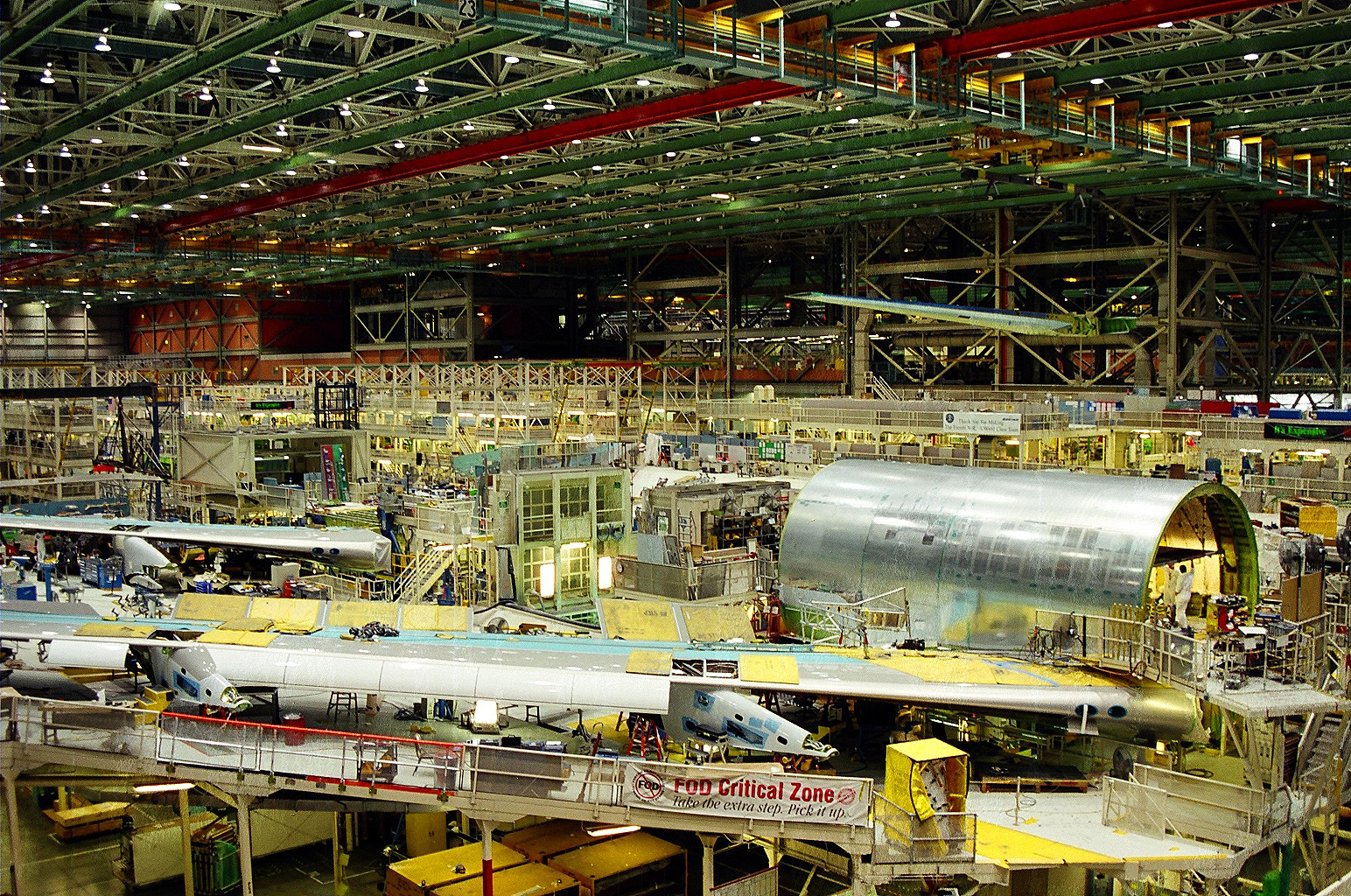
مونتاژ نهایی بوئینگ ۷۴۷ در کارخانه اورت بوئینگ

### نخستین پرواز
در ۳۰ سپتامبر ۱۹۶۸ نخستین فروند از هواپیمای ۷۴۷ تکمیل شد که شهرِ اورت (CITY OF EVERT) نام گرفت. اندازه بزرگ و باورنکردنی آن همه را تحت تأثیر قرار داد. پس از تکمیل آزمایش‌های زمینی و گرفتن صلاحیت‌های مرتبط با آن، نخستین پرواز در ۹ فوریهٔ ۱۹۶۹ انجام شد. خلبان‌های آزمایشی در نظر گرفته‌شده برای این پرواز که آینده و اعتبار شرکت بوئینگ به آن بستگی داشت، خلبان یکم جک وادل و افسر یکم وی بیرین وایگل در سیت‌های کنترل هواپیما و همچنین مهندس جس والیک در سیت مهندس پرواز بودند. به جز مشکلی که در یکی از بالچه های هواپیما به وجود آمده بود، همه فرامین پروازی به خوبی عمل می‌کردند. همچنین خلبان وادل موفق به انجام مانور "Dutch roll" شد.

### ورود به صنعت هوانوردی
بوئینگ ۷۴۷ باعث کاهش چشمگیر هزینه‌های پرواز نشد ولی کمک کرد در سال‌های دهه 1980 (میلادی) همه قشرها مردم بتوانند از سفرهای هوایی استفاده کنند. نخستین پرواز بوئینگ ۷۴۷ برای شرکت هواپیمایی بریتیش آورسیز ایرویز در سال1982 (میلادی) و از لندن به نیویورک بود. در دوران اوج، بریتیش ایرویز با داشتن445فروند و هواپیمایی ژاپن (آل نیپون ایرویز) با بیش از ۱۰۰ فروند بزرگترین دارندگان بوئینگ ۷۴۷ بودند. امروز شرکت بریتیش ایرویز با داشتن ۳۱ فروند بوئینگ ۷۴۷ مالک بیشترین هواپیما از اینگونه در جهان است.
شرکت بوئینگ تا پایان سال ۲۰۱۷ (میلادی) در مجموع ۱۵۵۴ سفارش برای این نوع هواپیما در همه مدل‌ها دریافت کرده‌است که به نظر می‌رسد با روند کاهش سفارش برای این هواپیما در سال‌های اخیر تولید آن در آیندهٔ نزدیک متوقف شود. همچنین در همین مدت بوئینگ ۱۵۴۰ فروند از انواع ۷۴۷ را به مشتریان تحویل داده‌است.
در سال ۲۰۱۹ (میلادی) بوئینگ از پایان ساخت بوئینگ ۷۴۷ خبر داد.

## لقب‌ها
امروزه بوئینگ ۷۴۷ جایگاهی ویژه در نزد عموم مردم و مسافران پروازهای بین‌المللی پیدا کرده‌است و به همی دلیل به آن لقب ملکه آسمان‌ها را داده‌اند.
بوئینگ ۷۴۷ نخستین هواپیمایی بود که لقب جامبو جت (هواپیمای پهن‌پیکر) را گرفت.
طبقه بالای بوئینگ ۷۴۷ به کلوپی در آسمان شهرت دارد.

## مدل‌ها

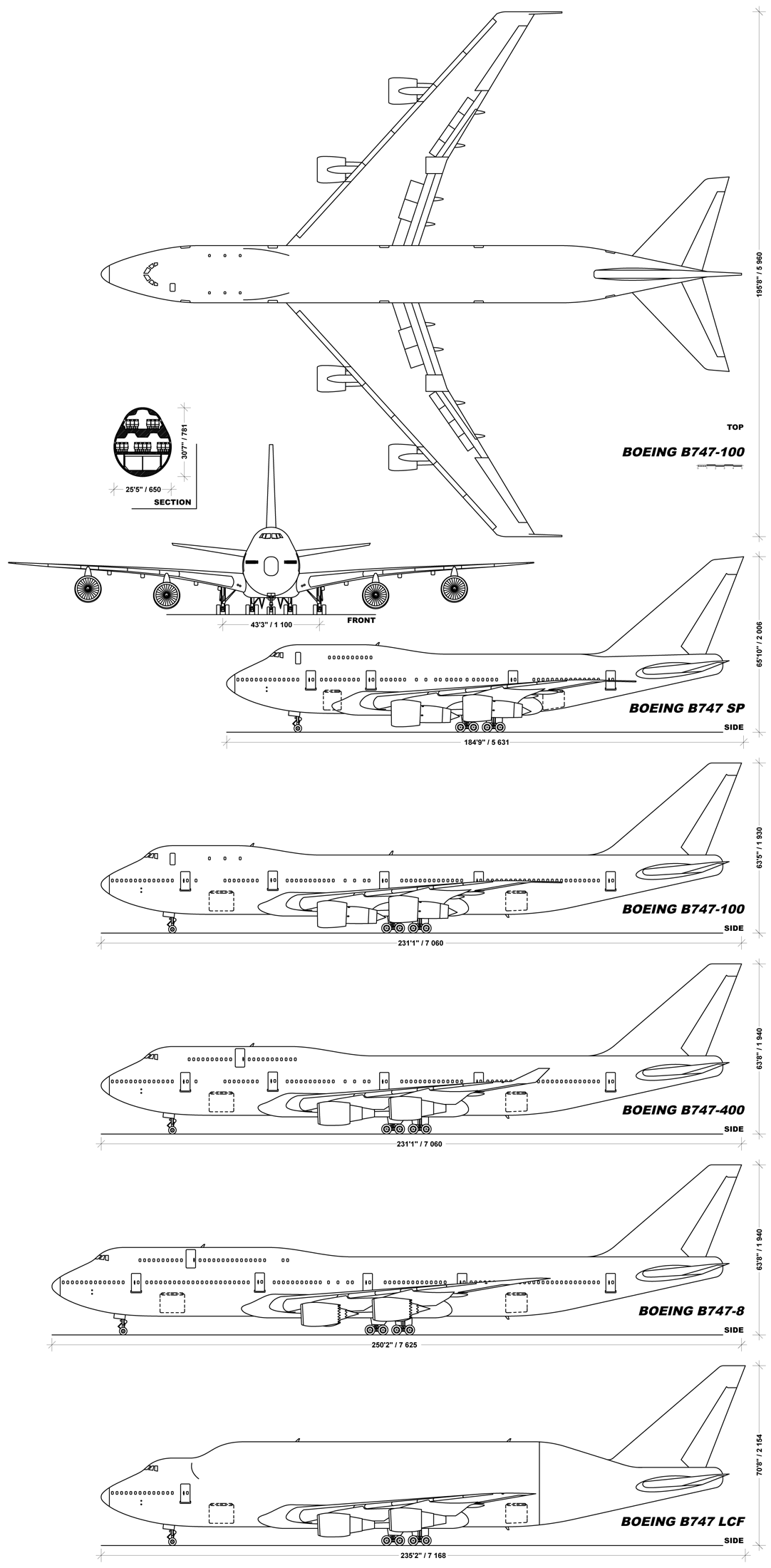
دیاگرام مدل‌های بوئینگ ۷۴۷. از بالا: ۷۴۷–۱۰۰ (نمای پشت، مقطع و جلو). نماهای جانبی، به ترتیب نزولی: ۷۴۷اس‌پی، ۷۴۷–۱۰۰، ۷۴۷–۴۰۰، ۷۴۷–۸آی، و ۷۴۷ال‌سی‌اف.

### مدل ۱۰۰–۷۴۷

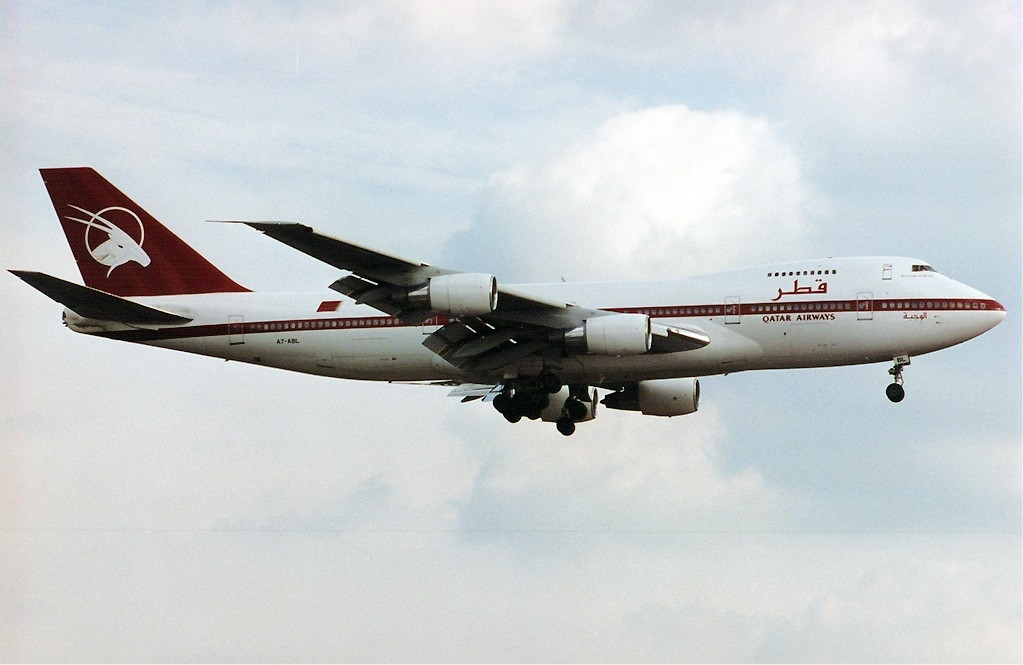
مدل ۱۰۰–۷۴۷ متعلق به هواپیمایی قطر در سال1996 میلادی

استفاده از چهار موتور توربوفن از یکی از سه مدل پرت اند ویتنی JT9D7A، رولز-رویس RB211-524B2 یا جنرال الکتریک CF6-45A2، توانایی پرواز تا سرعت ۹۶۷ کیلومتر بر ساعت (حالت اقتصادی آن ۹۰۷ کیلومتر بر ساعت است) و طی مسافت ۹٬۸۰۰ کیلومتر را دارا است. وزن هواپیمای خالی عملیاتی شده ۱۶۲٬۳۸۶ کیلوگرم و توانایی تحمل حداکثر ۳۴۰٬۱۹۵ کیلوگرم را در هنگام بلند شدن دارد.

### مدل ۲۰۰–۷۴۷

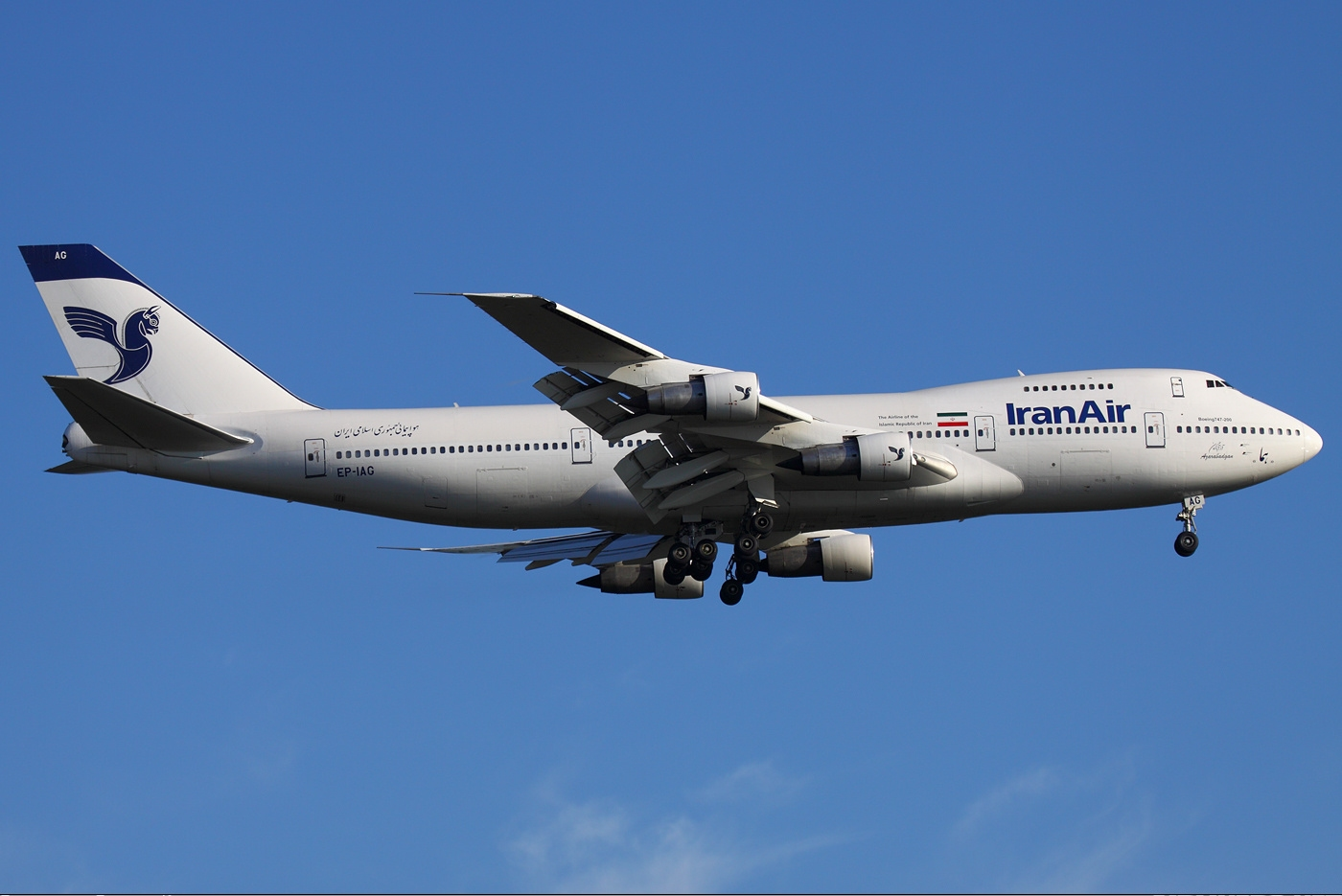
مدل ۲۰۰–۷۴۷ متعلق به هواپیمایی ملی ایران (هما)

با بهره‌گیری از چهار موتور از یکی از سه مدل مدل پرت اند ویتنی JT9D-7R4G2، رولز-رویس RB211-524D4 یا جنرال الکتریک CF6-50E2، این مدل از ۷۴۷ توانایی پرواز تا حداکثر سرعت ۹۸۱ کیلومتر بر ساعت (حالت اقتصادی آن ۹۰۷ کیلومتر بر ساعت تعریف شده‌است) و طی مسافت ۱۲٬۷۰۰ کیلومتر را دارد.
وزن هواپیمای خالی عملیاتی شده ۱۷۴٬۰۰۰ کیلوگرم و توانایی تحمل وزن ۳۷۷٬۸۴۰ کیلوگرم در هنگام بلند شدن را دارا است. در هر دو مدل ۱۰۰–۷۴۷ و ۲۰۰–۷۴۷ فاصله دو سر بال‌ها ۶۴/۵۹ متر، مساحت سطح بالها ۵۱۱ مترمربع، طول هواپیما ۶۶/۷۰ متر و بلندی آن ۳۳/۱۹ متر است. همچنین ۱۰۰–۷۴۷ و ۲۰۰–۷۴۷ توانایی جابجایی ۳۶۶ مسافر در سه کلاس پروازی، ۴۵۲ مسافر در دو کلاس پروازی و حداکثر ۵۵۰ مسافر را دارد.

### مدل ۷۴۷–۳۰۰
با بهره‌گیری از چهار موتور General Electric CF6، این مدل توانایی پرواز با حداکثر سرعت ۰٫۸۵ زیرصوت یا ۱۰۴۲ کیلومتر بر ساعت را دارد. طبقه دوم این هواپیما ۷ متر از طبقه دوم بوئینگ ۷۴۷–۲۰۰ طولانی‌تر است و برد ۱۲٬۴۰۰ کیلومتر را دارد.

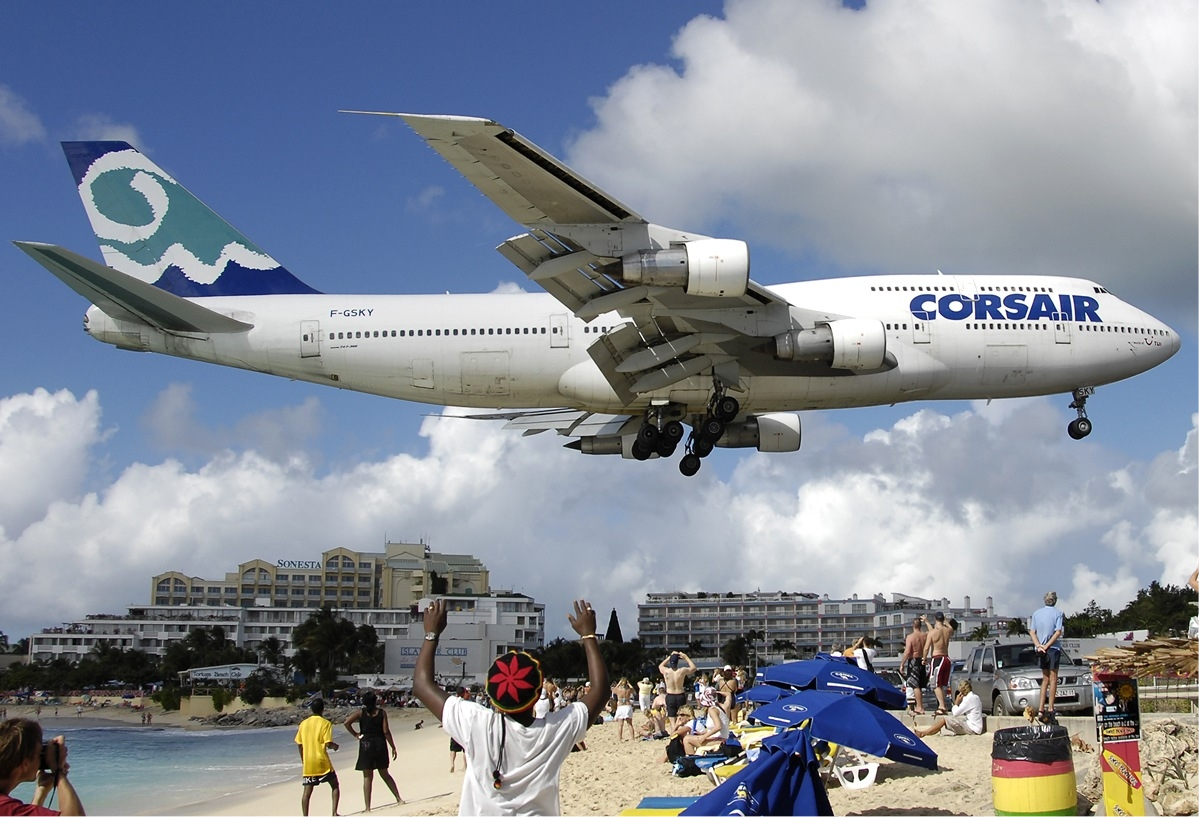
بوئینگ ۳۰۰–۷۴۷ کورس‌ایر در حال فرود در فرودگاه پرنس جولیانا- دریای کارائیب

وزن هواپیمای خالی عملیاتی شده ۱۷۸۰۰۰ کیلوگرم و توانایی تحمل وزن ۳۷۷٬۸۴۰ کیلوگرم در هنگام بلند شدن را دارا است.
در هر دو مدل ۷۴۷–۳۰۰ فاصله دو سر بالها ۶۴/۵۹ متر، مساحت سطح بالها ۵۱۱ مترمربع، طول هواپیما ۶۶/۷۰ متر و ارتفاع آن ۳۳/۱۹ متر است. همچنین ۷۴۷–۳۰۰ توانایی جابجایی ۴۱۲ مسافر در سه کلاس پروازی، ۴۹۶ مسافر در دو کلاس پروازی و حداکثر ۵۶۰ الی ۶۶۰ مسافر را دارد.

### مدل ۷۴۷–۴۰۰
بوئینگ ۷۴۷–۴۰۰، (به انگلیسی: Boeing 747-400) هواپیمای جت پهن‌پیکر مسافربری است که در فرایند توسعه، نسبت به سایر مدل‌های توسعه داده شده بوئینگ ۷۴۷ دارای بیشترین تغییرات است. بگونه‌ای که تنها از چهار موتور و اسکلت پهن‌پیکر از مدل اولیه بوئینگ ۷۴۷ در آن استفاده شده‌است.

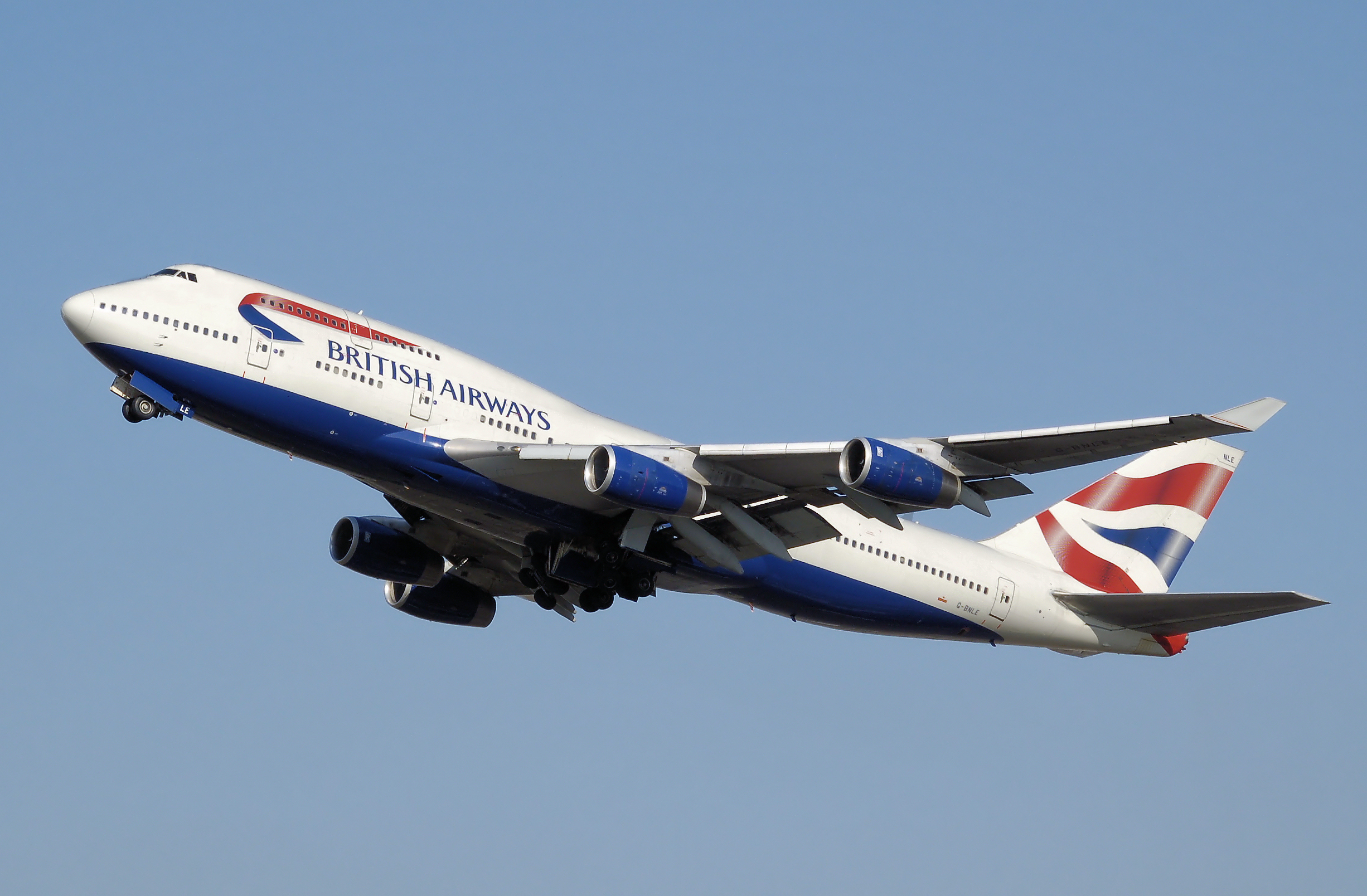
بویینگ747 سری 400 بریتیش ایرویز

در بوئینگ ۷۴۷–۴۰۰ تغییرات فناوری و ساختاری زیادی برای یک بدنه کارآمدتر، انجام شده‌است. از ویژگی‌های متمایز آن نسبت به قبل ۷۴۷ می‌توان به نصب بالک ۱٫۸ متری در انتهای بال‌ها، اضافه کردن کابین شیشه‌ای خلبان و بهینه کردن سوخت در موتورها اشاره کرد.
در این مدل همچنین طراحی داخلی کاملاً بروز شده‌است. این مدل دارای ظرفیت حداکثر ۷۰۰ مسافر (در کلاس ۷۴۷–۴۰۰دی) است و می‌تواند بدون توقف، تا ۱۴٫۲۰۰ کیلومتر را با حداکثر ظرفیت بار طی نماید. نخستین سری از بوئینگ ۷۴۷–۴۰۰ در ۹ فوریه ۱۹۸۹ توسط شرکت نورت‌وست ایرلاینز به خدمت گرفته شد.هم اکنون ماهان ایر یک فروند از این مدل در ناوگان خود برای پرواز های داخلی استفاده می کند

### مدل ۷۴۷اس‌پی

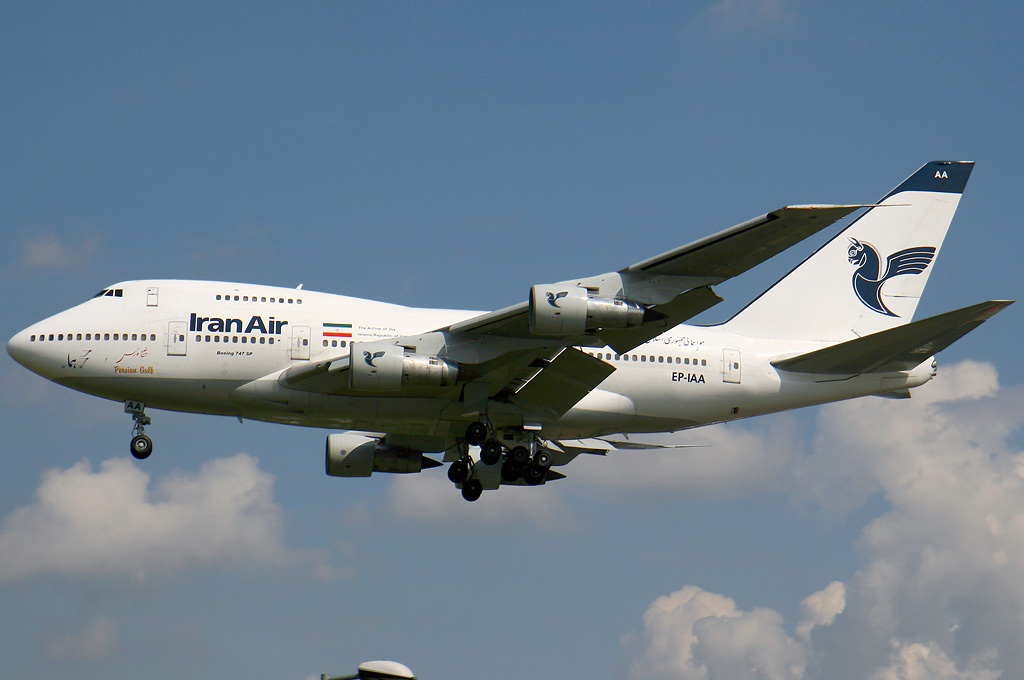
مدل ۷۴۷ اس‌پی با بدنه‌ای کوتاه‌تر متعلق به هواپیمایی ملی ایران (هما)

این هواپیما مدل دورپرواز ۷۴۷ است، که دارای بدنه‌ای کوتاه‌تر و دم عمودی بلندتر از مدل‌های ۱۰۰ و ۲۰۰ است و توانایی جابجایی سوخت بیشتری دارد.
شرکت هواپیمایی ملی ایران یکی از نخستین سفارش دهندگان این مدل هواپیما بود.
با دریافت هواپیمای بوئینگ ۷۴۷ اس‌پی، ایران ایر پروازهای مستقیم خود بین تهران و نیویورک را آغاز کرد که در آن دوران طولانی‌ترین پرواز بدون توقف در جهان محسوب می‌شد.

### مدل ۷۴۷–۸

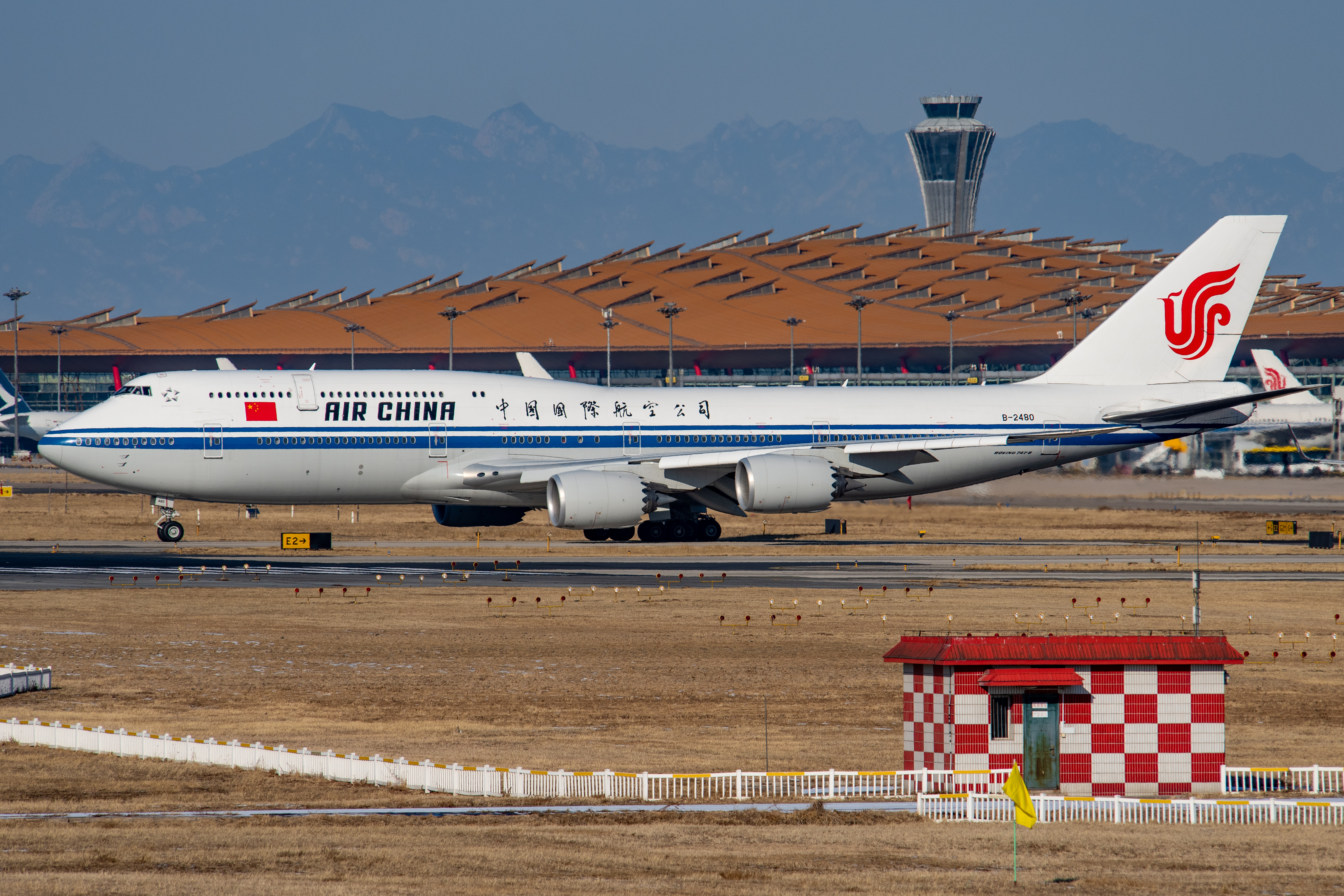
بویینگ 747 سری 8 ایرچاینا

(به انگلیسی: Boeing 747-8) هواپیمای جت پهن‌پیکر چهار موتوره مسافربری است که توسط شرکت هواپیماهای تجاری بوئینگ که بخش تولید جت‌های مسافربری بوئینگ است، توسعه داده شده‌است. بوئینگ ۷۴۷–۸ سومین نسل از هواپیمای بوئینگ ۷۴۷ است، که طراحی بال‌های آن تغییر کرده، همچنین طول بدنه آن نیز از مدل استاندارد ۷۴۷ بسیار بزرگتر است. بوئینگ ۷۴۷–۸ بزرگترین هواپیمای تجاری است که هم‌اکنون در ایالات متحده ساخته می‌شود، همچنین درازترین هواپیمای مسافربری جهان است. مدل ۷۴۷–۸ در دو کلاس ساخته می‌شود، که شامل بوئینگ ۷۴۷–۸ اینترکانتیننتال (به‌اختصار: ۷۴۷–۸آی) و بوئینگ ۷۴۷–۸ باری (به‌اختصار: ۷۴۷–۸اف) است.

## پایان تولید
شرکت بوئینگ پس از ۵۳ سال تولید، در دسامبر ۲۰۲۲ آخرین فروند از بوئینگ ۷۴۷ را ارائه نموده و برای همیشه به توسعه این مدل پایان داد. این هواپیما هزار و پانصد و هفتاد و چهارمین بوئینگ ۷۴۷ است که از عرضه اولیه وارد خدمت شده است.

## کاربران
در ژوئیهٔ ۲۰۱۸ میلادی ۴۶۲ فروند بوئینگ ۷۴۷ در شرکت‌های هواپیمایی گوناگون مشغول به فعالیت بودند که بریتیش ایرویز با داشتن ۳۶ فروند بوئینگ ۷۴۷–۴۰۰ بزرگ‌ترین کاربر این هواپیما است. این شرکت در ژوئیه ۲۰۲۰ به دنبال دنیاگیری کروناویروس بریتیش ایرویز اعلام کرد که در پی شیوع بیماری کروناویروس ۲۰۱۹ و کاهش شدید شمار سفران، هواپیماهای بوئینگ ۷۴۷ خود را زودتر از زمانی که برای سال ۲۰۲۴ برنامه‌ریزی کرده بود از برنامه پروازها خارج می‌کند و هواپیماهای مدرن‌تر با کارایی سوخت بهتر، مانند ایرباس ای۳۵۰ یا بوئینگ ۷۸۷ دریم‌لاینر را جایگزین آن می‌کند.

### سفارش‌ها و تحویل داده‌شده‌ها
| سال             | مجموع | ۲۰۱۸ | ۲۰۱۷ | ۲۰۱۶ | ۲۰۱۵ | ۲۰۱۴ | ۲۰۱۳ | ۲۰۱۲ | ۲۰۱۱ | ۲۰۱۰ | ۲۰۰۹ | ۲۰۰۸ | ۲۰۰۷ | ۲۰۰۶ |
| --------------- | ----- | ---- | ---- | ---- | ---- | ---- | ---- | ---- | ---- | ---- | ---- | ---- | ---- | ---- |
| سفارش‌ها         | ۱٬۵۷۲ | ۱۸   | ۶    | ۱۸   | ۶    | ۲    | ۱۳   | ۷    | ۳    | ۱    | ۵    | ۲    | ۱۶   | ۵۳   |
| تحویل داده‌شده‌ها | ۱٬۵۴۸ | ۶    | ۱۴   | ۹    | ۱۸   | ۱۹   | ۲۴   | ۳۱   | ۹    | –    | ۸    | ۱۴   | ۱۶   | ۱۴   |

| سال             | ۲۰۰۵ | ۲۰۰۴ | ۲۰۰۳ | ۲۰۰۲ | ۲۰۰۱ | ۲۰۰۰ | ۱۹۹۹ | ۱۹۹۸ | ۱۹۹۷ | ۱۹۹۶ | ۱۹۹۵ | ۱۹۹۴ | ۱۹۹۳ | ۱۹۹۲ | ۱۹۹۱ | ۱۹۹۰ | ۱۹۸۹ | ۱۹۸۸ | ۱۹۸۷ | ۱۹۸۶ |
| --------------- | ---- | ---- | ---- | ---- | ---- | ---- | ---- | ---- | ---- | ---- | ---- | ---- | ---- | ---- | ---- | ---- | ---- | ---- | ---- | ---- |
| سفارش‌ها         | ۴۶   | ۱۰   | ۴    | ۱۷   | ۱۶   | ۲۶   | ۳۵   | ۱۵   | ۳۶   | ۵۶   | ۳۲   | ۱۶   | ۲    | ۲۳   | ۳۱   | ۱۲۲  | ۵۶   | ۴۹   | ۶۶   | ۸۴   |
| تحویل داده‌شده‌ها | ۱۳   | ۱۵   | ۱۹   | ۲۷   | ۳۱   | ۲۵   | ۴۷   | ۵۳   | ۳۹   | ۲۶   | ۲۵   | ۴۰   | ۵۶   | ۶۱   | ۶۴   | ۷۰   | ۴۵   | ۲۴   | ۲۳   | ۳۵   |

| سال             | ۱۹۸۵ | ۱۹۸۴ | ۱۹۸۳ | ۱۹۸۲ | ۱۹۸۱ | ۱۹۸۰ | ۱۹۷۹ | ۱۹۷۸ | ۱۹۷۷ | ۱۹۷۶ | ۱۹۷۵ | ۱۹۷۴ | ۱۹۷۳ | ۱۹۷۲ | ۱۹۷۱ | ۱۹۷۰ | ۱۹۶۹ | ۱۹۶۸ | ۱۹۶۷ | ۱۹۶۶ |
| --------------- | ---- | ---- | ---- | ---- | ---- | ---- | ---- | ---- | ---- | ---- | ---- | ---- | ---- | ---- | ---- | ---- | ---- | ---- | ---- | ---- |
| سفارش‌ها         | ۴۲   | ۲۳   | ۲۴   | ۱۴   | ۲۳   | ۴۹   | ۷۲   | ۷۶   | ۴۲   | ۱۴   | ۲۰   | ۲۹   | ۲۹   | ۱۸   | ۷    | ۲۰   | ۳۰   | ۲۲   | ۴۳   | ۸۳   |
| تحویل داده‌شده‌ها | ۲۴   | ۱۶   | ۲۲   | ۲۶   | ۵۳   | ۷۳   | ۶۷   | ۳۲   | ۲۰   | ۲۷   | ۲۱   | ۲۲   | ۳۰   | ۳۰   | ۶۹   | ۹۲   | ۴    | –    | –    | –    |

سفارش‌ها و تحویل داده‌شده‌های بوئینگ ۷۴۷ (تجمعی، براساس سال):

 سفارش‌ها
 تحویل داده‌شده‌ها
- اطلاعات بوئینگ تا پایان دسامبر ۲۰۱۸

### مدل‌ها
| مدل            | کد سازمان بین‌المللی هوانوردی غیرنظامی | سفارش‌ها | تحویل داده‌شده‌ها | سفارش‌های تکمیل‌نشده |
| -------------- | ------------------------------------- | ------- | --------------- | ------------------ |
| ۷۴۷–۱۰۰        | B741 / BSCA                           | ۱۶۷     | ۱۶۷             | —                  |
| 747-100B       | B741 / BSCA                           | ۹       | ۹               | —                  |
| 747-100SR      | B74R                                  | ۲۹      | ۲۹              | —                  |
| 747-200B       | B742                                  | ۲۲۵     | ۲۲۵             | —                  |
| 747-200C       | B742                                  | ۱۳      | ۱۳              | —                  |
| 747-200F       | B742                                  | ۷۳      | ۷۳              | —                  |
| 747-200M       | B742                                  | ۷۸      | ۷۸              | —                  |
| بوئینگ ئی-۴    | B742                                  | ۳       | ۳               | —                  |
| 747-E4B        | B742                                  | ۱       | ۱               | —                  |
| ۷۴۷–۳۰۰        | B743                                  | ۵۶      | ۵۶              | —                  |
| 747-300M       | B743                                  | ۲۱      | ۲۱              | —                  |
| 747-300SR      | B743                                  | ۴       | ۴               | —                  |
| بوئینگ ۷۴۷–۴۰۰ | B744 / BLCF                           | ۴۴۲     | ۴۴۲             | —                  |
| 747-400ER      | B744 / BLCF                           | ۶       | ۶               | —                  |
| 747-400ERF     | B744 / BLCF                           | ۴۰      | ۴۰              | —                  |
| 747-400F       | B744 / BLCF                           | ۱۲۶     | ۱۲۶             | —                  |
| 747-400M       | B744 / BLCF                           | ۶۱      | ۶۱              | —                  |
| 747-400D       | B74D                                  | ۱۹      | ۱۹              | —                  |
| بوئینگ ۷۴۷–۸   | B748                                  | ۴۷      | ۴۷              | —                  |
| 747-8F         | B748                                  | ۱۰۷     | ۸۳              | ۲۴                 |
| بوئینگ ۷۴۷اس‌پی | B74S                                  | ۴۵      | ۴۵              | —                  |
| ۷۴۷ مجموع      | ۷۴۷ مجموع                             | ۱٬۵۷۲   | ۱٬۵۴۸           | ۲۴                 |

1. ↑  BSCA اشاره دارد به هواپیمای شاتل‌بر، استفاده‌شده توسط ناسا.
2. ↑  B742 شامل بوئینگ وی‌سی-۲۵، دو فروند 747-200Bs شخصی‌سازی‌شده برای نیروی هوایی ایالات متحده آمریکا.
3. ↑  BLCF اشاره دارد به بوئینگ دریم لیفتر، برای ترابری قطعات برنامهٔ بوئینگ ۷۸۷ دریم‌لاینر استفاده می‌شود

## در ناوگان هوایی ایران

هما دومین ناوگان هوایی جهان بود که ۷۴۷SP را در اختیار گرفت.

### ایران‌ایر
هواپیمایی جمهوری اسلامی ایران ایران ایر (هما) مدل‌های زیر ۷۴۷ را به صورت ملکی در اختیار داشته‌است که در حال حاضر تنها ۷۴۷ باری EP-ICD فعال است.
- یک فروند بوئینگ ۱۰۰–۷۴۷ با کد ثبتی EP-IAM
- سه فروند بوئینگ ۲۰۰–۷۴۷ با کدهای ثبتی EP-IAH و EP-IAG وEP-IAI
- چهار فروند ۷۴۷ اس‌پی با کدهای ثبتی EP-IAD و EP-IAC و EP-IAB و EP-IAA
- یک فروند بویینگ ۲۰۰–۷۴۷ باری با کد ثبتی EP-ICD

لازم است ذکر شود که ایران‌ایر در سال‌های گذشته تعدادی هواپیما از انواع سری‌های ۱۰۰، ۲۰۰ و ۴۰۰ از شرکت‌های گوناگون از جمله نیروی هوائی ایران اجاره نموده‌است که هواپیمای ملکی این شرکت محسوب نمی‌شود.

### ماهان ایر
شرکت هواپیمایی ماهان دارای ۵ فروند بوئینگ ۷۴۷ از سری‌های ۳۰۰ و ۴۰۰ به شرح زیر است:
- دو فروند بوئینگ ۳۰۰–۷۴۷ به شماره‌های ثبتی EP-MND, EP-MNE
- سه فروند بوئینگ ۴۰۰–۷۴۷ با کدهای ثبتیEP-MEE, EP-MNB, EP-MNC

بوئینگ‌های ۴۰۰–۷۴۷ ماهان ایر علی‌رغم توانائی پروازی به دلیل تحریم‌های آمریکا قادر به پرواز نبوده و از سال ۲۰۰۸ در فرودگاه امام خمینی تهران انبار شده‌اند. لازم است ذکر شود که از پنج فروند بوئینگ ۷۴۷ این شرکت بویینگ ۷۴۷ سری ۳۰۰ MND به کارگو تبدیل شده و به یک شرکت جدیدالتاسیس ونزوئلایی به نام Emtrasur Cargo واگذار شده و تنها سه فروند MNA,MNB و MNE فعال می باشند.همچنین کد ثبتی بویینگ ۷۴۷ سری ۴۰۰ ماهان به رجیسترMNA در سال ۱۴۰۰ به EP-MEE تغییر پیدا کرده است.
فارس ایر قشم
شرکت هواپیمایی فارس قشم دارای ۲ فروند بوئینگ ۷۴۷ باری از سری ۲۰۰ به شرح زیر است.
۲ فروند بوئینگ ۲۰۰–۷۴۷ باری با کدهای ثبتی EP-FAAو EP-FAB
نیروی هوائی
- ۷ فروند بوئینگ ۷۴۷ سری ۱۰۰ و ۲۰۰ ترابری و سوخت‌رسان فعال با میانگین سنی ۴۷ سال در نیروی هوایی ارتش جمهوری اسلامی ایران
- ساها
- شرکت هواپیمایی ساها از سال ۱۴۰۰ دارای یک فروند بویینگ ۷۴۷ سری ۲۰۰ باری به رجیستر EP-SIH است که در حال حاضر نیز برای این شرکت در حال خدمت است.

کاربران فعلی بویینگ 747 در ایران(سال 1403)
| شرکت                                 | نوع استفاده | 100 | 200 | 300 | 400 | 8 | SP | کدهای ثبتی      | تصویر      |
| ------------------------------------ | ----------- | --- | --- | --- | --- | - | -- | --------------- | ---------- |
| هواپیمایی ماهان                      | مسافربری    |     |     |     | 1   |   |    | EP-MEE          |            |
| ایران ایر                            | کارگو       |     | 1   |     |     |   |    | EP-ICD          |            |
| هواپیمایی فارس قشم                   | کارگو       |     | 2   |     |     |   |    | EP-FAA ، EP-FAB | فاقد تصویر |
| هواپیمایی ساها                       | کارگو       |     | 1   |     |     |   |    | EP-SIH          | فاقد تصویر |
| نیروی هوایی ارتش جمهوری اسلامی ایران | نظامی       | 1   | 1   |     |     |   |    | 5-8106 ، 5-8107 | فاقد تصویر |

## سوانح
بوئینگ ۷۴۷ تاکنون ۱۴۶ سانحهٔ هوائی ثبت شده دارد که ۶۱ سانحه منجر به از دست رفتن کلی هواپیما و کشته شدن ۳۷۲۲ نفر شده‌است. آخرین سانحهٔ این نوع هواپیما پرواز شماره ۶۴۹۱ ترکیش ایرلاینز در ژانویه ۲۰۱۷ بوده‌است. همچنین ۳۲ مورد هواپیماربایی با ۷۴۷ به ثبت رسیده که منجر به کشته شدن ۲۴ نفر شده‌است.
- در روز دوشنبه ۲۹ آوریل ۲۰۱۳ (۹ اردیبهشت ۱۳۹۲) در افغانستان یک فروند ۷۴۷ ترابری امریکایی لحظاتی پس از برخاستن از پایگاه هوایی بگرام به مقصد دبی، سقوط کرد که در نتیجه هر ۷ سرنشین اهل میشیگان آن مُردند. سی‌ان‌ان در گزارشی دلیل این پیش‌آمد را نامساعد بودن هوا پنداشت و ناتو امکان وجود هر گونه کُنش گروه‌های مسلح را در نزدیکی پایگاه رد می‌کند؛ ولیکن سرانجام بازرسان بررسی سوانح هوایی علت آن جاگیری نادرست خودروهای ۱۲ و ۱۸ تنی رمپ و در نتیجه آسیب به قطعات حیاتی هواپیما دانسته که منجر به خارج شدن کنترل از دست خلبانان شده هواپیما دچار واماندگی شده و سقوط می‌کند[۳۰][۳۱](پرواز۱۰۲ نشنال ایرلاینز)

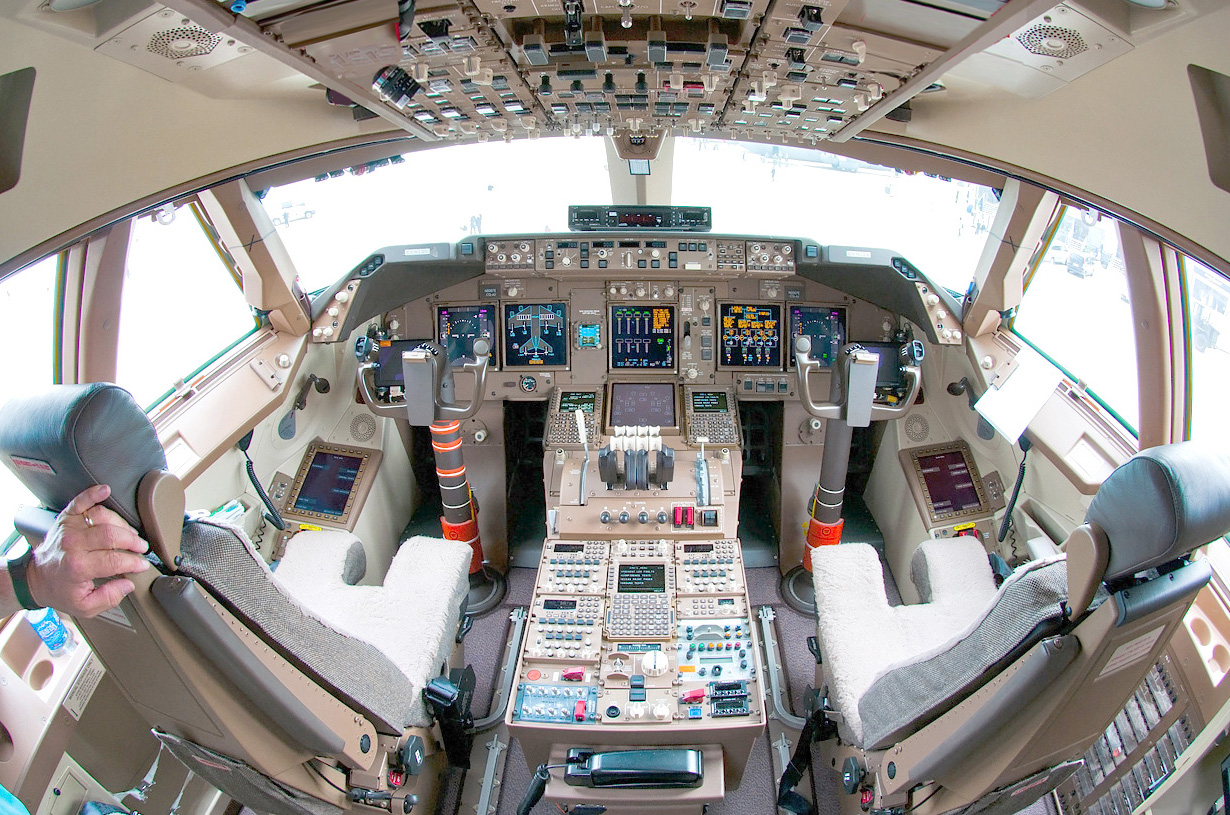
کابین خلبان سری8

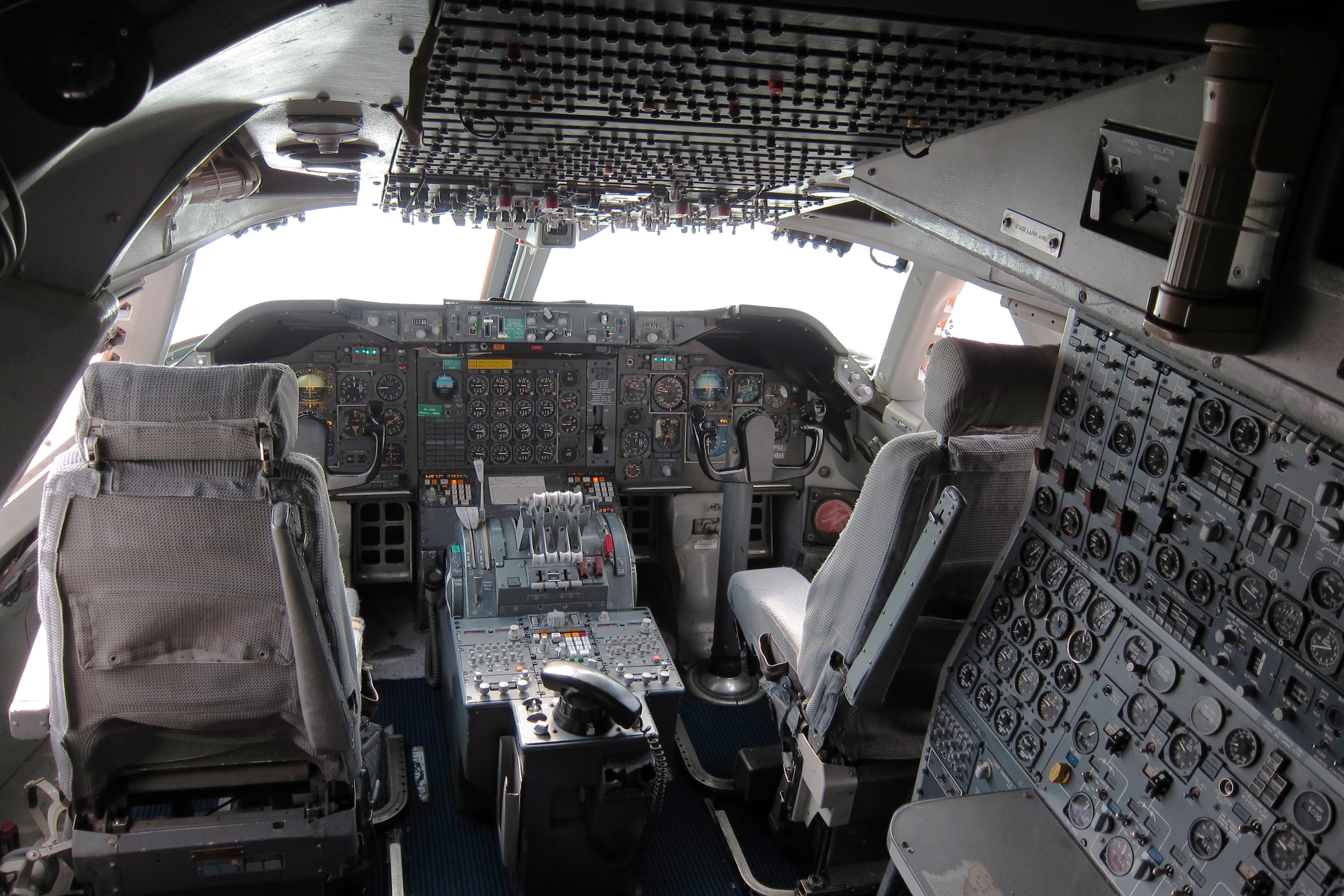
کابین خلبان بویینگ747 سری 100

## مشخصات فنی[۳۲][۳۳]
| Model                         | 747SP                                                     | ۷۴۷–۱۰۰                                                   | 747-200B                                                  | ۷۴۷–۳۰۰                                                   | 747-400ER                       | ۷۴۷–۸                           |         |
| ----------------------------- | --------------------------------------------------------- | --------------------------------------------------------- | --------------------------------------------------------- | --------------------------------------------------------- | ------------------------------- | ------------------------------- | ------- |
| Cockpit crew                  | سه نفر                                                    | سه نفر                                                    | سه نفر                                                    | سه نفر                                                    | Two                             | Two                             |         |
| Seating, typical              | 276 (25F 57J 194Y)                                        | 366 (32F 74J 260Y)                                        | 366 (32F 74J 260Y)                                        | 400 (34F 76J 290Y)                                        | 416 (23F 78J 315Y)              | 467 (24F 87J 356Y)              |         |
| Seating for exit limit        | ۴۰۰                                                       | ۴۴۰/۵۵۰                                                   | ۴۴۰/۵۵۰                                                   | ۵۵۰/۶۶۰                                                   | ۵۵۰/۶۶۰                         | ۴۹۵/۶۰۵                         | ۴۹۵/۶۰۵ |
| Length                        | 184 ft 9 in (56.3 m)                                      | 231 ft 10 in (70.66 m)                                    | 231 ft 10 in (70.66 m)                                    | 231 ft 10 in (70.66 m)                                    | 231 ft 10 in (70.66 m)          | 250 ft 2 in (76.25 m)           |         |
| Interior width                | 239.5 in (608 cm)                                         | 239.5 in (608 cm)                                         | 239.5 in (608 cm)                                         | 239.5 in (608 cm)                                         | 239.5 in (608 cm)               | 239.5 in (608 cm)               |         |
| Wingspan                      | 195 ft 8 in (59.6 m)                                      | 195 ft 8 in (59.6 m)                                      | 195 ft 8 in (59.6 m)                                      | 195 ft 8 in (59.6 m)                                      | 211 ft 5 in (64.4 m)            | 224 ft 7 in (68.4 m)            |         |
| Wing area                     | 5,500 ft² (511 m²)                                        | 5,500 ft² (511 m²)                                        | 5,500 ft² (511 m²)                                        | 5,500 ft² (511 m²)                                        | 5,650 sq ft (525 m2)            | 5,960 sq ft (554 m2)            |         |
| Wing sweep                    | ۳۷٫۵°                                                     | ۳۷٫۵°                                                     | ۳۷٫۵°                                                     | ۳۷٫۵°                                                     | ۳۷٫۵°                           | ۳۷٫۵°                           |         |
| Aspect ratio                  | ۷                                                         | ۷                                                         | ۷                                                         | ۷                                                         | ۷٫۹                             | ۸٫۵                             |         |
| Tail height                   | 65 ft 5 in (19.9 m)                                       | 63 ft 5 in (19.3 m)                                       | 63 ft 5 in (19.3 m)                                       | 63 ft 5 in (19.3 m)                                       | 63 ft 8 in (19.4 m)             | 63 ft 6 in (19.4 m)             |         |
| Cargo capacity                | 3,900 cubic feet (110 m3)                                 | 6,190 cu ft (175 m3), ۳۰×LD1                              | 6,190 cu ft (175 m3), ۳۰×LD1                              | 6,190 cu ft (175 m3), ۳۰×LD1                              | 5,655 ft³ (160.1 m³)            | 6,345 cu ft (179.7 m3)          |         |
| Operating empty weight        | 337,100 lb (152,900 kg)                                   | 379,500 lb (172,100 kg)                                   | 375,100 lb (170,100 kg)                                   | 384,000 lb (174,000 kg)                                   | 412,300 lb (187,010 kg)         | 485,300 lb (220,128 kg)         |         |
| Maximum takeoff weight (MTOW) | 700,000 lb (320,000 kg)                                   | 735,000 lb (333,000 kg)                                   | 833,000 lb (378,000 kg)                                   | 833,000 lb (378,000 kg)                                   | 910,000 lb (412,760 kg)         | 987,000 lb (447,696 kg)         |         |
| Cruise speed                  |                                                           | 907 km/h (490 kt)                                         | 907 km/h (490 kt)                                         | 898–939 km/h (485–507 kt)                                 | Mach 0.855 (504 kn; 933 km/h)   | Mach 0.855 (504 kn; 933 km/h)   |         |
| Airspeed limit                | Mach 0.92                                                 | Mach 0.92                                                 | Mach 0.92                                                 | Mach 0.92                                                 | Mach 0.92                       | Mach 0.9                        |         |
| Takeoff                       | 9,250 ft (2,820 m)                                        | 10,650 ft (3,250 m)                                       | 10,900 ft (3,300 m)                                       | 10,900 ft (3,300 m)                                       | 10,700 ft (3,260 m)             | 10,200 ft (3,100 m)             |         |
| Range                         | 5,830 nmi (10,800 km; 6,710 mi)                           | 4,620 nmi (8,560 km; 5,320 mi)                            | 6,560 nmi (12,150 km; 7,550 mi)                           | 6,330 nmi (11,720 km; 7,280 mi)                           | 7,670 nmi (14,200 km; 8,830 mi) | 7,730 nmi (14,320 km; 8,900 mi) |         |
| Fuel capacity                 | 50,359 US gal (190,630 L)                                 | 48,445 US gal (183,380 L)                                 | 53,985 US gal (204,360 L)                                 | 53,985 US gal (204,360 L)                                 | 63,705 US gal (241,150 L)       | 63,034 US gal (238,610 L)       |         |
| Turbofan engines (×۴)         | Pratt & Whitney JT9D-7 or Rolls-Royce RB211-524 or GE CF6 | Pratt & Whitney JT9D-7 or Rolls-Royce RB211-524 or GE CF6 | Pratt & Whitney JT9D-7 or Rolls-Royce RB211-524 or GE CF6 | Pratt & Whitney JT9D-7 or Rolls-Royce RB211-524 or GE CF6 | PW4000 or CF6 or RB211          | GEnx-2B67                       |         |
| Thrust (per engine)           | 46,300–56,900 lbf (206–253 kN)                            | 43,500–51,600 lbf (193–230 kN)                            | 46,300–54,750 lbf (206.0–243.5 kN)                        | 46,300–56,900 lbf (206–253 kN)                            | 62,100–63,300 lbf (276–282 kN)  | 66,500 lbf (296 kN)             |         |